# 开普独立运动

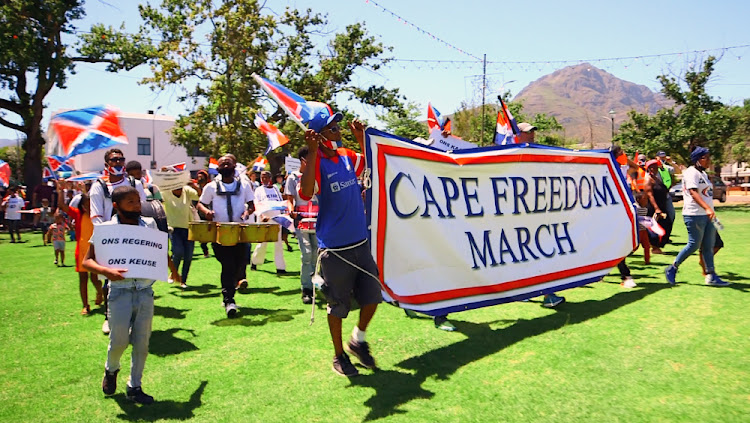
開普獨立支持者舉標語遊行

開普獨立運動（英語：Cape Independence; 南非語：Kaapse Onafhanklikheid; 豪薩語：Inkululeko yaseKapa），又稱CapeXit，是主張南非西開普省，有時也包括東開普省和北開普省脫離南非獨立的政治運動。

西開普省在南非的位置

開普獨立運動於2007年在Facebook上誕生，直接起因是對種族隔離結束後新南非政治、經濟日益負面發展的失望。但開普獨立的支持者亦從歷史文化上提出開普地區的獨特性。西開普省是南非唯一黑人人口不佔多數的省分，該省的種族極為多樣化，近一半的人口屬於「有色人」，即歐洲、非洲甚至亞洲血統的混血。

從左上起，順時鐘方向：
- 某些開普獨立運動人士提出的領土範圍
- 有色人在南非的分布圖
- 南非各政黨得票地圖
- 以南非語為日常語言的分布圖

1. 某些開普獨立運動人士提出的領土範圍
2. 有色人在南非的分布圖
3. 南非各政黨得票地圖
4. 以南非語為日常語言的分布圖